# آدام سایتیف
آدام حَمیدوویچ سایتیِف (به روسی: Адам Хамидович Сайтиев) (زادهٔ ۱۷ دسامبر ۱۹۷۷) کشتی‌گیر پیشین اهل روسیه است که در دسته‌های ۷۶ و ۸۵–۸۴ کیلوگرم کشتی آزاد رقابت می‌کرد. او برندهٔ یک مدال طلای بازی‌های المپیک (۲۰۰۰) و دو مدال طلای مسابقات قهرمانی کشتی جهان (۱۹۹۹، ۲۰۰۲) است. سایتیف همچنین قهرمان سه دورهٔ مسابقات قهرمانی کشتی اروپا (۱۹۹۹، ۲۰۰۰، ۲۰۰۶) است.

## فعالیت حرفه‌ای
برادر بزرگ‌تر او بووایسار سایتیف از پرافتخارترین کشتی‌گیران تاریخ این رشتهٔ ورزشی شمرده می‌شود. او و برادرش  سبک نوین و خاصی در دنیای کشتی داشتند که بیشتر متکی بر فنون بالاتنه (فنون بنداز) بود و کمتر از زیرگیری استفاده می‌کردند. نحوهٔ گارد گیری این دو بیشتر شبیه کشتی‌گیران فرنگی‌کار بود لیکن مهارت بالای آن‌ها در به‌کارگیری دست‌ها مانع از زیرگیری حریف می‌شد. این دو مهارت فوق‌العاده‌ای در اجرای فن لنگ داشتند. به عقیدهٔ کارشناسان کشتی از جمله یوری شاهمرادف در طول تاریخ کشتی دنیا هیچ کشتی‌گیری به اندازهٔ آدام سایتیف نتوانسته از پاهایش به خوبی استفاده کند. او در مسابقات به علت هم وزن بودن با برادر بزرگترش بووایسار سایتیف مجبور به کشتی در وزن بالاتر شد در حالی که وزن طبیعی بدن اون هفتاد و نه کیلوگرم بود، همین مسئله باعث شد علی‌رغم تکنیک بالا، به علت ضعف بدنی نتواند در برخی رقابت‌ها عنوان کسب کند. باوجود اینکه پس از سال‌ها بازنشستگی به وزن پایین‌تر آمد و در انتخابی المپیک لندن ۲۰۱۲ شرکت کرد و مدعیان بزرگی از جمله انور گدویف جوان را از پیش رو برداشت ولی مقابل دنیس سارگوش جوان با اختلاف کم شکست را پذیرا شد و نتوانست در المپیک حضور پیدا کند.

## گزینشی المپیک ۲۰۱۲
در رقابت‌های گزینشی المپیک که در صوفیه بلغارستان برگزار شد، آدام سایتی اف در وزن۷۴ کیلوگرم موفق شد به مقام قهرمانی دست پیدا کند. در این وزن ۱۳ کشتی گیر حضور داشتند که سایتی اف در دور اول (۰-۱) و (۱-۲) بر الکساندر بيلوستر كوفسكى از اوکراین پیروز شد. و بعد (۱-۳) و (۲-۴) مقابل سورن مارکوسیان از ارمنستان به برتری رسید و در نیمه نهایی هم (۱-۲) و (۰-۲) گابورهاتوش از مجارستان را برد و به مرحله نهایی راه پیدا کرد در دیدار نهایی سایتی اف (۱-۴) و (۰-۴) بر کی ریل ترزیف از کشور میزبان و نفر سوم المپیک ۲۰۰۸ چین غلبه کرد و اول شد.

## نتایج مسابقات
| رقابت‌های المپیک و قهرمانی جهان | رقابت‌های المپیک و قهرمانی جهان | رقابت‌های المپیک و قهرمانی جهان | رقابت‌های المپیک و قهرمانی جهان | رقابت‌های المپیک و قهرمانی جهان | رقابت‌های المپیک و قهرمانی جهان | رقابت‌های المپیک و قهرمانی جهان |
| نتیجه                          | رکورد                          | رقیب                           | امتیاز                         | تاریخ                          | رویداد                         | مکان                           |
| ۲۰۰۲ UWW در ۸۴ ک‌گ              | ۲۰۰۲ UWW در ۸۴ ک‌گ              | ۲۰۰۲ UWW در ۸۴ ک‌گ              | ۲۰۰۲ UWW در ۸۴ ک‌گ              | ۲۰۰۲ UWW در ۸۴ ک‌گ              | ۲۰۰۲ UWW در ۸۴ ک‌گ              | ۲۰۰۲ UWW در ۸۴ ک‌گ              |
| ------------------------------ | ------------------------------ | ------------------------------ | ------------------------------ | ------------------------------ | ------------------------------ | ------------------------------ |
| برد                            | ۲۱–۳                           | یوئل رومرو                     | ۴–۳                            | ۵ سپتامبر ۲۰۰۲                 | قهرمانی جهان ۲۰۰۲              | تهران، ایران                   |
| برد                            | ۲۰–۳                           | Arkadii Tzopa                  | ضربه فنی                       | ۵ سپتامبر ۲۰۰۲                 | قهرمانی جهان ۲۰۰۲              | تهران، ایران                   |
| برد                            | ۱۹–۳                           | Marcin Jurecki                 | ۷–۳                            | ۵ سپتامبر ۲۰۰۲                 | قهرمانی جهان ۲۰۰۲              | تهران، ایران                   |
| برد                            | ۱۸–۳                           | Aman Deep                      | امتیاز فنی عالی                | ۵ سپتامبر ۲۰۰۲                 | قهرمانی جهان ۲۰۰۲              | تهران، ایران                   |
| برد                            | ۱۷–۳                           | Narantsetseg Burenbaatar       | امتیاز فنی عالی                | ۵ سپتامبر ۲۰۰۲                 | قهرمانی جهان ۲۰۰۲              | تهران، ایران                   |
| المپیک ۲۰۰۰ در ۸۵ ک‌گ           |                                |                                |                                |                                |                                |                                |
| برد                            | ۱۶–۳                           | یوئل رومرو                     | ضربه فنی                       | ۲۸ سپتامبر ۲۰۰۰                | بازی‌های المپیک تابستانی ۲۰۰۰   | سیدنی، استرالیا                |
| برد                            | ۱۵–۳                           | Magomed Ibragimov              | ۳–۰                            | ۲۸ سپتامبر ۲۰۰۰                | بازی‌های المپیک تابستانی ۲۰۰۰   | سیدنی، استرالیا                |
| برد                            | ۱۴–۳                           | یانگ هیونگ مو                  | ۵–۰                            | ۲۸ سپتامبر ۲۰۰۰                | بازی‌های المپیک تابستانی ۲۰۰۰   | سیدنی، استرالیا                |
| برد                            | ۱۳–۳                           | Igor Praporshchikov            | ضربه فنی                       | ۲۸ سپتامبر ۲۰۰۰                | بازی‌های المپیک تابستانی ۲۰۰۰   | سیدنی، استرالیا                |
| برد                            | ۱۲–۳                           | Beibulat Musaev                | ۴–۱                            | ۲۸ سپتامبر ۲۰۰۰                | بازی‌های المپیک تابستانی ۲۰۰۰   | سیدنی، استرالیا                |
| ۱۹۹۹ UWW در ۷۶ ک‌گ              |                                |                                |                                |                                |                                |                                |
| برد                            | ۱۱–۳                           | Alexander Leipold              | ۶–۳                            | ۷ اکتبر ۱۹۹۹                   | قهرمانی جهان ۱۹۹۹              | آنکارا، ترکیه                  |
| برد                            | ۱۰–۳                           | جو ویلیامز                     | ضربه فنی                       | ۷ اکتبر ۱۹۹۹                   | قهرمانی جهان ۱۹۹۹              | آنکارا، ترکیه                  |
| برد                            | ۹–۳                            | Alik Musaev                    | ۴–۰                            | ۷ اکتبر ۱۹۹۹                   | قهرمانی جهان ۱۹۹۹              | آنکارا، ترکیه                  |
| برد                            | ۸–۳                            | Arpad Ritter                   | ۱۱–۳                           | ۷ اکتبر ۱۹۹۹                   | قهرمانی جهان ۱۹۹۹              | آنکارا، ترکیه                  |
| برد                            | ۷–۳                            | Radoslaw Horbik                | ۹–۰                            | ۷ اکتبر ۱۹۹۹                   | قهرمانی جهان ۱۹۹۹              | آنکارا، ترکیه                  |
| برد                            | ۶–۳                            | Ruslan Khinchagov              | ۷–۱                            | ۷ اکتبر ۱۹۹۹                   | قهرمانی جهان ۱۹۹۹              | آنکارا، ترکیه                  |
| ۱۹۹۷ UWW ششم در ۶۹ ک‌گ          |                                |                                |                                |                                |                                |                                |
| باخت                           | ۵–۳                            | Davoud Ghanbari                | مصدومیت. انصراف.               | ۲۹ اوت ۱۹۹۷                    | قهرمانی جهان ۱۹۹۷              | کراسنویارسک، روسیه             |
| باخت                           | ۵–۲                            | Zaza Zazirov                   | ۲–۴                            | ۲۹ اوت ۱۹۹۷                    | قهرمانی جهان ۱۹۹۷              | کراسنویارسک، روسیه             |
| برد                            | ۵–۱                            | Yüksel Şanlı                   | ضربه فنی                       | ۲۹ اوت ۱۹۹۷                    | قهرمانی جهان ۱۹۹۷              | کراسنویارسک، روسیه             |
| برد                            | ۴–۱                            | Almazbek Askarov               | ضربه فنی                       | ۲۹ اوت ۱۹۹۷                    | قهرمانی جهان ۱۹۹۷              | کراسنویارسک، روسیه             |
| برد                            | ۳–۱                            | David Gagishvili               | ضربه فنی                       | ۲۹ اوت ۱۹۹۷                    | قهرمانی جهان ۱۹۹۷              | کراسنویارسک، روسیه             |
| برد                            | ۲–۱                            | Elchad Allakhverdiev           | ۴–۲                            | ۲۹ اوت ۱۹۹۷                    | قهرمانی جهان ۱۹۹۷              | کراسنویارسک، روسیه             |
| باخت                           | ۱–۱                            | Igor Kupeev                    | ۲–۵                            | ۲۹ اوت ۱۹۹۷                    | قهرمانی جهان ۱۹۹۷              | کراسنویارسک، روسیه             |
| برد                            | ۱–۰                            | Juan Carlos Rivero             | امتیاز فنی عالی                | ۲۹ اوت ۱۹۹۷                    | قهرمانی جهان ۱۹۹۷              | کراسنویارسک، روسیه             |